# Corannulène
Le corannulène est un composé chimique de formule C20H10 appartenant à la famille des hydrocarbures aromatiques polycycliques (HAP) et structuré autour d'un noyau cyclopentane fusionné avec une couronne de cinq unités benzène fusionnées entre elles. La présence du cycle pentagonal induit une courbure qui donne à la molécule une forme concave « en bol » pouvant être vue comme un fragment de buckminsterfullerène, d'où son appellation alternative anglaise « buckybowl ». C'est un polyarène géodésique d'un grand intérêt théorique et expérimental du point de vue des fullerènes.
Le corannulène peut subir une inversion de courbure, moyennant une barrière d'inversion de 42,7 kJ·mol-1.
L'aromaticité de cette molécule peut être expliquée par un modèle dit « annulène dans anannulène », d'après lequel un anion aromatique cyclopentadiényle avec six électrons est entouré par un cation annulényle à quatorze électrons. Le corannulène réagit avec les métaux alcalins dans un ensemble de réductions à un électron. Le dianion corannulène est anti-aromatique tandis que le tétra-anion est à nouveau aromatique. En présence d'un agent réducteur et de lithium, deux tétra-anions peuvent former un dimère supramoléculaire constitué de l'empilement de deux « bols » de corannulène avec quatre ions lithium Li+ entre eux et deux paires d'ions Li+ de part et d'autre de cet empilement.
Il existe plusieurs façons de produire du corannulène, dont un procédé en solution assez efficace fondé sur le déplacement nucléophile et une réaction d'élimination d'un octabromure avec de l'hydroxyde de potassium KOH ; les substituants bromure sont éliminés par un excès de n-butyllithium.